# 30. Feldartillerie-Brigade (Deutsches Kaiserreich)
Die 30. Feldartillerie-Brigade war ein Großverband der Preußischen Armee.

## Geschichte
Die 30. Feldartillerie-Brigade wurde am 24. März 1881 in Straßburg als 15. Feldartillerie-Brigade aufgestellt und nach der Auflösung der Feldartillerie-Inspektionen (AKO-Erlass vom 14. März 1889) direkt dem Armee-Korps unterstellt. Zum 1. Oktober 1899 wurde die Brigade in 30. Feldartillerie-Brigade umbenannt und am 16. Februar 1917 zum Artilleriekommandeur 30 umfunktioniert, dem damit die taktische Führung der gesamten sächsischen Feld- und schweren Artillerie oblag.
Sie war Teil der 30. Division, die dem XV. Armee-Korps in Straßburg zugeordnet war.

### Gliederung
- 1881 bis 1890

Feldartillerie-Regiment Nr. 15 und Feldartillerie-Regiment Nr. 31
- 1891 bis 1899

Wie vor, zusätzlich Train Bataillon Nr. 15
- 1899 bis 1912

1. Ober-Elsäßisches Feldartillerie-Regiment Nr. 15 und 2. Ober-Elsäßisches Feldartillerie-Regiment Nr. 51
- 1912 bis 1914

2. Ober-Elsässisches Feldartillerie-Regiment Nr. 51 und Straßburger Feldartillerie-Regiment Nr. 84
- Kriegsgliederung bei Mobilmachung 1914

Wie vor
- Kriegsgliederung am 2. September 1918

Artillerie-Kommandeur Nr. 30:
Feldartillerie-Regiment Nr. 84 und Königlich Bayerisches Fußartillerie-Bataillon Nr. 10

### Erster Weltkrieg
Die Brigade kam im Verband der 30. Division ausschließlich an der Westfront zum Einsatz.
Zu den Kampfhandlungen, Gefechten und Schlachten siehe Kampfgeschehen der 30. Division.

### Brigadekommandeure
| Name                             | Datum                                             |
| -------------------------------- | ------------------------------------------------- |
| 15. Feldartillerie-Brigade       |                                                   |
| Karl Jacobi                      | 1. April 1881 bis 4. Mai 1887                     |
| Carl Eduard Schönfelder          | 5. Mai 1887 bis 12. August 1889                   |
| Heinrich Knaack                  | 13. August 1889 bis 18. Dezember 1890             |
| Theodor Schmidt                  | 19. Dezember 1890 bis 19. Juli 1897               |
| Hugo Kämper                      | 20. Juli 1897 bis 30. September 1899              |
| 30. Feldartillerie-Brigade       |                                                   |
| Hugo Kämper                      | 1. Oktober 1899 bis 21. April 1902                |
| Willibald Conzen                 | 22. April 1902 bis 23. April 1904                 |
| Johann Waldhausen                | 24. April 1904 bis 24. Februar 1907               |
| Albert von Fritsch               | 25. Februar 1907 bis 19. April 1910               |
| Friedrich Konrad Stolzenburg     | 20. April 1910 bis 29. Juni 1913                  |
| Viktor Kühne                     | 30. Juni 1913 bis 31. Juli 1914                   |
| Roland Goeden                    | 1. August 1914 bis 28. September 1914             |
| Oskar Greßmann                   | 29. September 1914 bis 10. September 1915         |
| Arthur Flechtner                 | 11. September 1915 bis 19. Juli 1916              |
| Ernst von Chrismar               | 20. Juli 1916 bis 14. November 1916               |
| Theodor Joseph Karl Ernst Körner | 15. November 1916 bis 18. April 1917              |
| Richard Nessel                   | 19. April 1917 bis Kriegsende                     |
| Oskar Greßmann                   | 22. Januar 1919 bis 3. Mai 1919 (Demobilisierung) |